# 1025-летие Крещения Киевской Руси (монета)
1025-летие крещения Киевской Руси — памятная монета номиналом 100 гривен, выпущенная Национальным банком Украины. Посвящена введению Владимиром Великим христианства как государственной религии, что способствовало объединению и укреплению Киевской Руси, распространению письменности, открыло широкие перспективы экономических и культурных связей.
Монета была введена в оборот 3 июля 2013 года.

## Описание и характеристики монеты
| Номинал грн. | Металл | Масса, грамм | Диаметр, мм. | Качество изготовления | Гурт                           | Тираж, штук |
| ------------ | ------ | ------------ | ------------ | --------------------- | ------------------------------ | ----------- |
| 100          | золото |              | 32,0         | пруф                  | гладкий с углублённой надписью | 1 025       |

### Аверс
На аверсе монеты расположено: вверху — изображение малого Государственного Герб Украины, стилизованные надписи полукругом «НАЦІОНАЛЬНИЙ БАНК УКРАЇНИ» (вверху), год чеканки монеты «2013» и номинал (внизу): «СТО ГРИВЕНЬ». В центре монеты изображена композиция — крест-энколпион и фигуры-символы четырёх евангелистов: Матвея в образе ангела, Марка в образе льва, Луки в образе тельца, Иоанна в образе орла. Каждый из них крылатый и держит Евангелие.

### Реверс
На реверсе монеты изображена стилизованная композиция — на фоне креста, украшенного виноградной лозой, лицо князя Владимира Великого (слева), отпечаток его печатки (справа), полукругом надпись — «1025-РІЧЧЯ ХРЕЩЕННЯ КИЇВСЬКОЇ РУСІ».

## Авторы
- Художники:
  - аверс: Таран Владимир, Харук Александр, Харук Сергей.
  - реверс: Скобликова Мария, Кузьмин Александр.
- Скульпторы: Иваненко Святослав, Демьяненко Владимир.

## Стоимость монеты
Цена монеты — 24911 гривен — была указана на сайте Национального банка Украины в 2014 году.
Фактическая приблизительная стоимость монеты с годами изменялась так:
| Год        | 2014   | 2015 | 2016 |
| ---------- | ------ | ---- | ---- |
| Цена, грн. | 25 000 |      |      |